# Ricardo Salazar (Radsportler)
Ricardo Salazar (* 1957 in Santa Clara (Kuba)) ist ein ehemaliger kubanischer Radrennfahrer und nationaler Meister im Radsport.

## Sportliche Laufbahn
Salazar fuhr die siebenmal in der Internationalen Friedensfahrt. 1979 wurde er 78., 1980 56., 1985 76., 1986 28. der Gesamtwertung. 1978, 1984 und 1987 schied er aus. 1983 belegte er den 5. Rang in der Kuba-Rundfahrt. Dies war seine beste Platzierung in der heimischen Rundfahrt, die er siebenmal bestritt.
1978 siegte er in der nationalen Meisterschaft im Einzelzeitfahren. Salazar startete mit der Nationalmannschaft in der DDR-Rundfahrt, in der Mexiko-Rundfahrt, in der Polen-Rundfahrt und in der Vuelta al Táchira. 1985 siegte er auf einer Etappe der Kuba-Rundfahrt. 1985 gewann er das Rennen Premio Internacional La Farola zeitgleich mit Israel Torres.
Er startete für den Verein Villa Clara aus Havanna.

## Familiäres
Sein jüngerer Bruder Jorge Salazar war ebenfalls Radrennfahrer und Mitglied der kubanischen Nationalmannschaft.